# Distrito Escolar Independiente de Huntsville

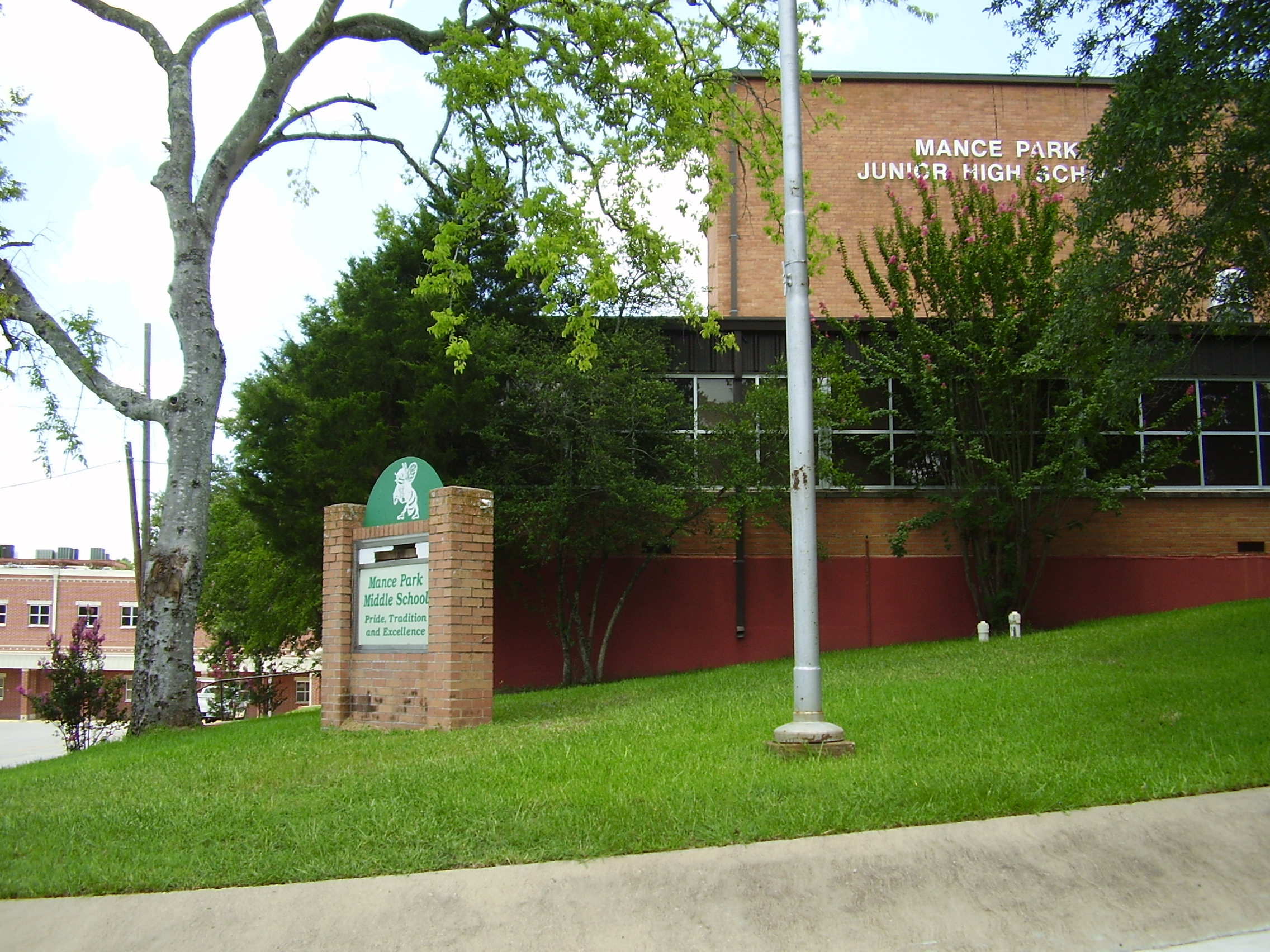
Mance Park Middle School

El Distrito Escolar Independiente de Huntsville (Huntsville Independent School District) es un distrito escolar en Texas. Tiene su sede en el Hawkins Administration Building en Huntsville. El distrito tiene un código de vestuario estándar  para las estudiantes de las escuelas intermedias, medias, y secundarias.

## Escuelas
Escuelas medias y secundarias:
- Huntsville High School
- Mance Park Middle School
- Huntsville STEM Academy

Escuelas intermedias y primarias:
- Huntsville Intermediate School
- Huntsville Elementary School
- Estella Stewart Elementary School
- Sam Houston Elementary School
- Scott Johnson Elementary School
- Gibbs Pre-K Center